# NGC 2904
NGC 2904 ist eine linsenförmige Galaxie vom Hubble-Typ E-SB0 im Sternbild Luftpumpe. Sie ist schätzungsweise 96 Millionen Lichtjahre von der Milchstraße entfernt. Die Entfernungsmessungen basierend auf den Radialgeschwindigkeiten stimmen nicht mit den rotverschiebungsunabhängigen Entfernungsschätzungen von 180 ± 87 Millionen Lichtjahren überein.
Entdeckt wurde das Objekt am 30. März 1835 von John Herschel.